# Külón
Külón (ógörögül: Κύλων) athéni eupatrida (nemesi származású) államférfi, az i. e. 640-es olümpiai játékok győztese kettős futásban, az athéni történelem első megbízhatóan datált eseményének, a külóni vérbűnnek a névadója.
I. e. 632-ben puccsot kísérelt meg Athénban apósa, a megarai türannosz, Theagenész támogatásával. A delphoi jósda azt tanácsolta neki, hogy Athénban a hatalmat a Zeusz tiszteletére rendezett fesztivál idején kaparintsa meg, amit Külón az olimpiai játékokként értelmezett. A puccs azonban sikertelen volt, Külón és hívei az akropoliszi Pallasz Athéné-templomban kerestek menedéket. Külónnak és testvérének sikerült elmenekülnie, a híveket azonban a kilenc arkhón sarokba szorította. Plutarkhosz és Thuküdidész írásai szerint az arkhónok meggyőzték őket, hogy hagyják el a templomot és feleljenek bűneikért, cserébe pedig megkímélik az életüket.
A vádlottakat az éhhalál fenyegette, ezért beadták a derekukat, de a biztonság kedvéért a templom szobrához csatlakoztatott kötelet kötöttek magukra, így biztosítva, hogy a templom tisztaságát mélyen tisztelő athéniak ne árthassanak nekik. Ugyancsak Plutarkhosz szerint, a templomból kifelé menet a kötél magától elszakadt, amit a Megaklész által vezetett arkhónok úgy értelmeztek, hogy az istennő megtagadja a hozzá könyörgők akaratát, ezért megkövezték őket (Hérodotosz és Thuküdidész ugyanakkor nem említi a kötél elszakadását, csupán az athéniak megszegett ígéretét).
Megaklészt és szövetségeseit, az Alkmaiónidákat száműzték a városból a könyörgők meggyilkolását tiltó törvény megsértéséért. Az Alkmaiónidákat miazmával (fertőzéssel) is megátkozták, amelyet még a később újra hatalomra kerülő generációk is örököltek.

## Fordítás
- Ez a szócikk részben vagy egészben  a   Cylon of Athens című angol Wikipédia-szócikk fordításán alapul.  Az eredeti cikk szerkesztőit annak laptörténete sorolja fel. Ez a jelzés csupán a megfogalmazás eredetét és a szerzői jogokat jelzi, nem szolgál a cikkben szereplő információk forrásmegjelöléseként.